# Monster Dog
Monster dog (conocida como Leviatán, The Bite o  Los Perros de la muerte) es una película de terror estadounidense-española de 1984, dirigida y escrita por el cineasta italiano Claudio Fragasso, y protagonizada por el famoso cantante de rock Alice Cooper. 
Muchas de sus escenas fueron filmadas en Torrelodones, España.

## Argumento
Vince es una estrella del pop que acude con su banda a su ciudad natal para el lanzamiento de su último videoclip. Al llegar son recibidos por el Sheriff, el cual conoce a Vince desde niño, y les advierte que se han producido una serie de muertes violentas por la zona, y que varios cuerpos han sido hallados atrozmente descuartizados . 
El policía piensa que es obra de una manada de perros salvajes, pero Vince sabe que es algo diferente ya que cuando era niño, su padre era acusado de ser un hombre lobo. Pronto los artistas descubrirán que una extraña criatura los está matando.